# Peperomia involucrata
Peperomia involucrata là một loài thực vật thuộc họ Piperaceae. Đây là loài đặc hữu của Ecuador.